# Ariquemes
Ariquemes este un oraș în Rondônia (RO), Brazilia. 